# 65 Eskadra Bombowa

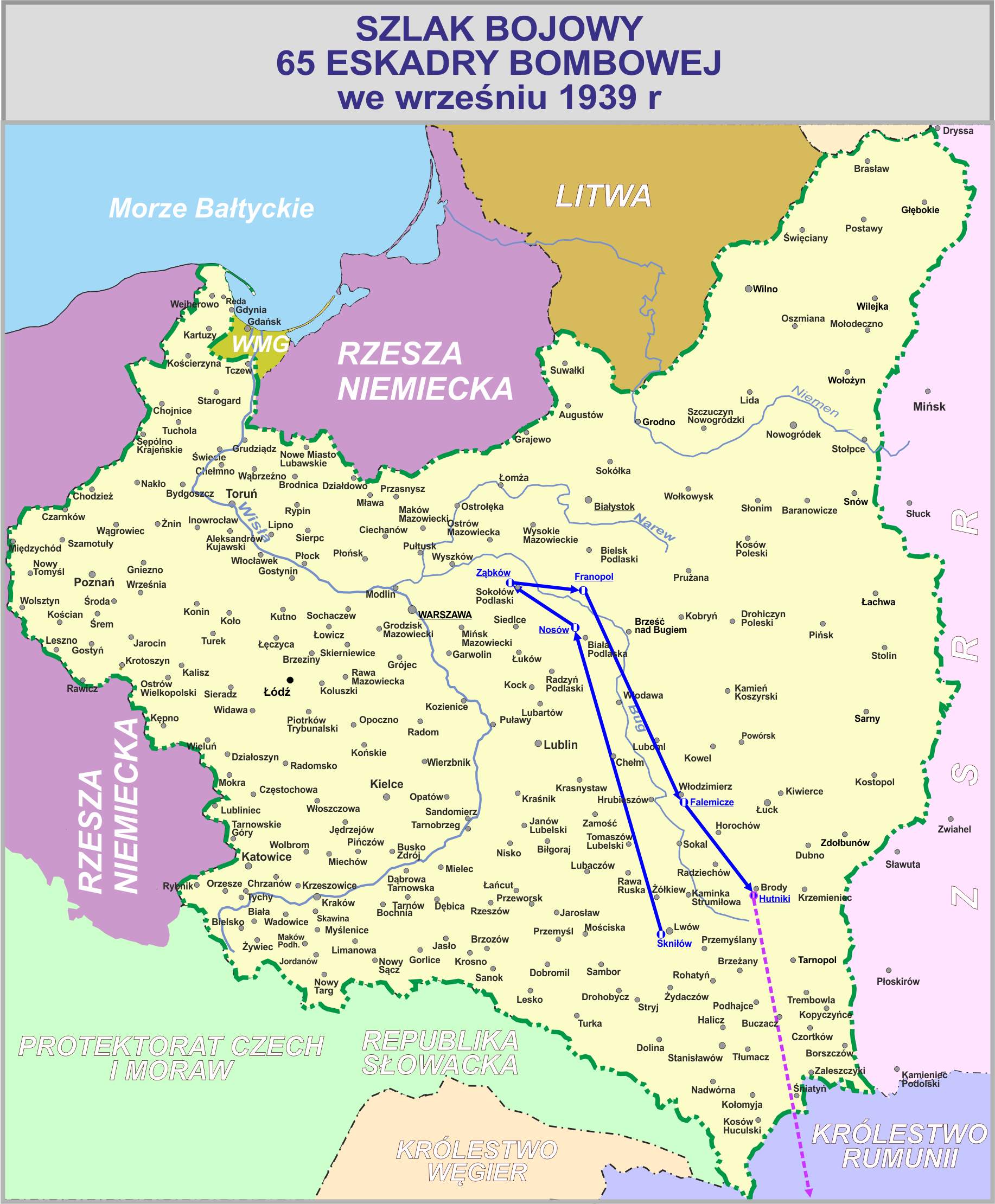

65 (63) eskadra bombowa (lotnicza, liniowa) – pododdział lotnictwa Wojska Polskiego w II Rzeczypospolitej.
Eskadra sformowana została w 1925 jako 63 eskadra lotnicza. W 1929 przemianowano pododdział na 65 eskadrę liniową.
We wrześniu 1939 walczyła w składzie Brygady Bombowej.
Godła eskadry:
- zielony kwadrat na tle białego kwadratu – na samolotach Potez i Breguet
- biegnący łaciaty piesek na tle białego koła z czerwoną obwódką – na samolotach Breguet XIX i PZL-23 „Karaś'”

## Formowanie, zmiany organizacyjne i szkolenie
Eskadra sformowana została 1925 roku w 6 pułku lotniczym we Lwowie jako 63 eskadra lotnicza. Wyposażona w samoloty Potez XV, a następnie Potez XXVII.
Latem 1928 eskadra brała udział w szkole ognia w Nadwornej zorganizowaną przez 6 Grupę Artylerii.
W czerwcu 1929 współdziałała z 5 i 12 Dywizją Piechoty operując z lotniska Bohatyn.
8 sierpnia 1929 przemianowana została na 65 eskadrę liniową. Numer „63” otrzymała nowo powstała 63 eskadra towarzysząca.
W 1930 eskadra zdobyła puchar przechodni w międzyeskadrowych zawodach sportowych.
W maju 1931 szkoła ognia lotniczego realizowana była w Krakowie. Podczas zawodów sportowych w dniu święta pułkowego eskadra zdobyła po raz drugi puchar przechodni. Również w czerwcu załogi eskadry uczestniczyły w szkole ognia artylerii dla Szkoły Podchorążych Rezerwy Artylerii w Powórsku operując z lotniska Hołoby.
Podczas ćwiczeń letnich eskadra współpracowała z 22 Dywizją Piechoty Górskiej i 3 Dywizją Piechoty Legionów. Bazowała na lotnisku Skniłów.
W 1932 eskadra rozpoczęła przezbrajanie w samoloty Breguet XIX.
22 stycznia po raz pierwszy załogi eskadry brały udział w ćwiczeniach zimowych z 24 Dywizją Piechoty i 5 pułkiem Strzelców Podhalańskich operując tradycyjnie z lotniska Skniłów. W maju odbyto w Krakowie szkołę ognia lotniczego, a w lipcu eskadra współpracowała z lotniska w Hołobach w szkole ognia 2 Grupy Artylerii na poligonie w Powursku.
W 1933 eskadra uczestniczyła w ćwiczeniach zimowych z 13, 27 Dywizją Piechoty i Samodzielną Brygadą Kawalerii „Równe” startując na zadania z lotniska Łuck, a w sierpniu eskadra współpracowała w ćwiczeniach letnich z 10 Brygadą Kawalerii z lotniska Bełżec i wysuniętego Mosty Wielkie. We wrześniu eskadra wspierała 22, 24 Dywizję Piechoty oraz Grupą Pancerno-Motorową z lotniska Neuhof i Lubień Wielki.
W czerwcu 1934 na poligonie Błędów zrealizowano szkołę ognia lotniczego, a we wrześniu odbyły się ćwiczenia letnie z 10 Dywizją Piechoty. Startowano lotnisk Rychlocice, Bukowie Dolne i Gorzędów.
W lutym 1935 eskadra współpracowała z 5 Dywizją Piechoty, a w czasie ćwiczeń letnich z 3 i 13 Dywizją Piechoty. W lutym 1936 klucz eskadry wspierał 5 pułk Strzelców Podhalańskich z lotniska w okolicach Przemyśla. Latem eskadra uczestniczyła w koncentracji jednostek lotniczych i ćwiczeniach na warszawskim węźle lotnisk w Zaborowie.
W 1937 zimą ćwiczono z 22 Dywizją Górską, w maju odbyto szkołę ognia na poligonie Błędów, w połowie sierpnia załogi pracowały na szkole ognia 6 Grupy Artylerii w Nadwornej, a następnie brały udział  w ćwiczeniach międzydywizyjnych.
W 1938 eskadra przezbrojona została w samoloty PZL-23B „Karaś”. We wrześniu eskadra wzięła udział w wielkich manewrach wojsk lądowych na Wołyniu, pracując z łuckiego węzła lotniskowego. Powrót na macierzyste lotnisko Skniłów nastąpił w połowie października.
Od wiosny 1939 udostępniono, w ramach specjalnego szkolenia personelu latającego, ściśle tajne albumy z sylwetkami i opisem samolotów Luftwaffe. Personel eskadry zaangażowano do pracy przy doprowadzeniu samolotów i sprzętu do pełnej sprawności.
24 marca ogłoszono mobilizację. Po wykonaniu wszystkich czynności mobilizacyjnych, w nocy 26 sierpnia 1939 odjechał transportem kolejowym rzut kołowy eskadry wraz z nadwyżką personelu latającego. Załogi wraz z samolotami i niezbędną obsługą techniczną pozostawały nadal na macierzystym lotnisku.
31 sierpnia rzut powietrzny, 10 „Karasi”, 1 Fokker VII/3 m oraz 1 RWD-8, przegrupował się na lotnisko Nosów. W tym też czasie 65 eskadra liniowa została przemianowane na „eskadrę bombową”.

## Działania eskadry w kampanii wrześniowej
W kampanii wrześniowej eskadra walczyła w składzie VI dywizjonu Brygady Bombowej.
1 września we wczesnych godzinach rannych dowódca dywizjonu na zbiórce personelu potwierdził rozpoczęcie wojny polsko-niemieckiej. Nastąpiła zmiana numeracji eskadry na 5 eskadrę bombową lekką.
2 września na rozpoznanie celu polecieli ppor. obs. Stangret, kpr. pil. Nowakowski i st. szer. strz. Dzięgiel. Załoga wykryła długie kolumny pancerne na szosach Kłobuck–Częstochowa i Herby–Częstochowa. Złożono meldunek dowódcy dywizjonu i zrzucono bomby. W międzyczasie na przesłonięte mgłą lotnisko spadło kilka bomb, raniąc odłamkami podoficera i lekko uszkadzając statecznik „Karasia”.
O 11.00 startowało 8 załóg eskadry. Dwa zgrupowania polskich samolotów skierowały się w rejon awizowanego celu. Podczas lotu polskie samoloty były ostrzeliwane przez własną artylerię przeciwlotniczą. Z przestrzelonym zbiornikiem lądowała w rejonie Radomia załoga pchor. Kaniewskiego. Pozostałe „Karasie” dotarły nad cel, zrzucając bomby i ostrzeliwując z lotu niskiego kryjące się pod drzewami grupki żołnierzy Wehrmachtu. Pierwsze zadanie bojowe okupiono ciężkimi stratami w załogach i samolotach. Zaraz po wylądowaniu wszystkie sprawne samoloty eskadry odleciały na lotnisko zapasowe Franopol. Pod nieobecność kpt. Piotrowskiego dowództwo eskadry objął por. obs. Werbowski.
3 września rzut powietrzny został przesunięty na lotnisko Ząbków. W tym dniu, ani w następnym zadań bojowych nie wykonywano. Dopiero 5 września na rozpoznanie poleciała załoga: por. obs. Modrzewski, plut. pil. Kulesza, kpr. strz. Czech. Na jego podstawie klucz por. obs. Werbowskiego zaatakował bombami pod Ciechanowem dużą kolumnę nieprzyjacielską złożoną z różnych rodzajów wojsk. Tym razem załogi wróciły bez strat.
Kolejne zadania wykonywano 7 września. Na nocne rozpoznanie linii Wisły na odcinku Wyszogród – Toruń poleciała załoga ppor. obs. Stangreta. W trakcie wykonywania zadania samolot został zestrzelony nad Płockiem przez własną artylerię przeciwlotniczą. Przy pomocy spadochronu uratował się tylko pilot.
Rano na rozpoznanie w rejon Różana poleciała załoga por. obs. Biegańskiego. Wykryła kolumnę zmotoryzowaną długości około 20 kilometrów.
Na bombardowanie kolumny poleciały 2 klucze eskadry. Pierwszy klucz wraz z załogami 64 eskadry bombardował jednostki na zachodnim brzegu Narwi. Pozostałe załogi zaatakowały oddziały pancerne na szosie Maków – Różan.
Po południu załogi por. obs. Jaroszyńskiego i pchor. obs. Kaniewskiego bombardowały most na Narwi zbudowany przez Niemców w pobliżu Różana-Pasieki oraz przeprawy przez Narew. W tym dniu do eskadry dołączył jej dowódca wraz z pozostałymi członkami załogi.
8 września trwały przygotowania eskadry do ewakuacji lotniska. O świcie 7 września na rozpoznanie nieprzyjaciela na linii Bugu poleciała załoga por. obs. Biegańskiego. Kolumny pancerne podchodziły do linii kolejowej Małkinia–Tłuszcz, a czołowe elementy rozpoznawcze osiągnęły stację kolejową Łochów. W tej sytuacji podjęta została decyzję przeniesienia eskadry na lotnisko Franopol. W  następnym dniu startów bojowych nie było.  Dowódca eskadry odjechał do szpitala we Lwowie, a do jednostki dołączył kpr. Nowakowski. 11 września dywizjon otrzymał rozkaz przesunięcia na lotnisko Wielick. Kiedy już odleciały „Karasie” 64 eskadry, nastąpiła zmiana rozkazu. 65 eskadra poleciała na lotnisko Falenicze. Podczas przelotu został zestrzelony transportowy Fokker.
Członek załogi, kpr. pil. Roman Kaszuba tak relacjonuje to wydarzenie:

„... Po starcie z Frampola ppor. Adamczak wyznaczył kpr. pil. Stefana Junczysa na obserwatora ze stanowiska Strzelca płatowcowego. Stefan był tam niedługo, zszedł prosząc mnie o zastąpienie. Po przejściu na jego stanowisko i po kilku minutach obserwacji zauważyłem 3 Heinkle wykonujące zwrot w naszym kierunku. Gdy zaczęły pikować, ostrzeliwując nas świetlnymi pociskami, zaalarmowałem załogę i schodząc z gniazda Strzelca zdążyłem tylko wypowiedzieć „Pod Twoją obronę...” po czym nastąpił mocny wstrząs i łoskot. Gdy się uspokoiło, stwierdziłem że leżę do góry nogami, z głowy sączy się krew, ale poza tym jestem cały. Pilot leżał na ziemi, głową w kierunku lotu, nieprzytomny i w kałuży benzyny. Natychmiast rozpiąłem mu mundur i przywołałem pozostałych członków załogi, którzy stali w pobliżu wiejskiej chaty. Przenieśliśmy pilota kpr. Waleriana Nowakowskiego do mieszkania, udzielając pierwszej pomocy. Pod wieczór, przejeżdżający ambulans 64 eskadry z por. lek. Wacławem Lalką zabrał nas, tj. Nowakowskiego, Junczysa i mnie, do szpitala w Białej Podlaskiej. Pozostali z załogi odjechali sanitarką do jednostki. Fokker spadł we wsi Ortel Książęcy ...”.

Do eskadry zostali wcieleni dwaj piloci 42 eskadry rozpoznawczej: kpr. Paweł Przybylak i kpr. Mieczysław Ligęza. Jako uzupełnienie otrzymano trzy samoloty „Karaś”.
Rano 12 września na rozpoznanie w rejon Łodzi wystartowały załogi: por. obs. Biegańskiego i por. obs. Machalskiego. Po wykonaniu zadania lotnicy mieli lądować w okolicy Kutna i przekazać meldunek sytuacyjny do sztabu Armii „Poznań”. Ze względu na brak paliwa, por. Biegański zadania nie wykonał. Dowódca dywizjonu mjr Peszke podawał w sprawozdaniu:

„... Wydaję rozkazy, aby samoloty zaopatrywały się w bomby i materiały pędne na lotnisku Gnojno. Mam rozkaz wysłania 2 kluczy na bombardowanie w rejonie Łodzi – odlatuje jeden klucz 5 eskadry. Brak benzyny dla pozostałych. Okazuje się, że lotnisko Gnojno nie posiada dla mnie benzyny. Poza tym samolotów mam dużo, ale prawie wszystkie uszkodzone: poprzestrzeliwane zbiorniki benzynowe, skrzydła, unieruchomione stanowiska ogniowe. Szczególnie źle przedstawiają się samoloty, które przyszły na uzupełnienie ...”

W południe wystartowały na bombardowanie kolumny czołgów pod Rawą Mazowiecką załogi por. obs. Pokropka, ppor. obs. Popka i pchor. obs. Kaniewskiego. Bomby pobierano w Gnojnie. Z wyprawy nie wróciła załoga ppor. Popka, lądując przymusowo koło Włodzimierza Wołyńskiego. Lotnicy dołączyli do eskadry następnego dnia.
13 września nie wykonywano lotów bojowych. Przed południem z rozkazem płk. Hellera dla dowódcy X dywizjonu bombowego, do Wielicka na RWD-8 poleciał kpr. Przybylak.
Następnego dnia bombardowano kolumny niemieckie w okolicach Sokala i Włodzimierza Wołyńskiego. Po wykonaniu zadania eskadra przegrupowała się na lotnisko Hutniki. Wkrótce po wylądowaniu nalot bombowców Luftwaffe zniszczył znaczną część samolotów VI dywizjonu oraz kwatery personelu ulokowane w pobliskim majątku. Personel ewakuowano do Ponikonikowa. Dowódcą eskadry został kpt. obs. Kazimierz Jaklewicz. Następnego dnia ponowny zmasowany nalot zniszczył całkowicie wyposażenie VI dywizjonu. Wieczorem 65 eskadra wyjechała w rejon Horodenki. Tam otrzymano rozkaz przejazdu do Kut. Granicę polsko-rumuńską personel eskadry przekroczył o świcie 18 września 1939.
| Działania eskadry | Działania eskadry                                                                                      | Działania eskadry                                                                                      | Działania eskadry                                                                                      |
| ----------------- | --- | --- | --- |
|                   | Loty bojowe                                                                                            | Tonaż bomb                                                                                             | Zestrzelenia                                                                                           |
| 32                | 11 ton                                                                                                 | | |
| Straty eskadry    | | | |
| Polegli           | ppor. Nowacki, ppor. Stangret, kpr. Sawicki                                                            | ppor. Nowacki, ppor. Stangret, kpr. Sawicki                                                            | ppor. Nowacki, ppor. Stangret, kpr. Sawicki                                                            |
| Ranni             | kpt. Piotrowski, kpr. Zalejko, kpr. Junczys, kpr. Kaszuba, kpr. Leszek, kpr. Nowakowski, kpr. Semaniuk | kpt. Piotrowski, kpr. Zalejko, kpr. Junczys, kpr. Kaszuba, kpr. Leszek, kpr. Nowakowski, kpr. Semaniuk | kpt. Piotrowski, kpr. Zalejko, kpr. Junczys, kpr. Kaszuba, kpr. Leszek, kpr. Nowakowski, kpr. Semaniuk |
| Samoloty          | | | |
| Stan              | Uzupełnienie                                                                                           | Zniszczone                                                                                             | Ewakuacja                                                                                              |
| 10 PZL.23 Karaś   | 9 | 19 | 0 |

## Obsada personalna eskadry
| Stopień              | Imię i nazwisko     | Okres pełnienia służby  |
| -------------------- | ------------------- | ----------------------- |
| porucznik pilot      | Franciszek Pytel    | 1925 – 1926             |
| kapitan pilot        | Roman Wawryk        | 1926 – 1927             |
| kapitan pilot        | Wiktor Rybotycki    | 1927 – † 18 IV 1931     |
| porucznik obserwator | Bolesław Górski     | p.o. IV – VI 1931       |
| kapitan obserwator   | Jan Schram          | 26 VI 1931 – X 1932     |
| kapitan obserwator   | Stanisław Olszanik  | X 1932 – IV 1933        |
| kapitan pilot        | Julian Skrzat       | IV 1933 – X 1934        |
| kapitan obserwator   | Jan Schram          | X 1934 – I 1935         |
| kapitan pilot        | Wiktor Romiszewski  | I – VI 1935             |
| kapitan obserwator   | Henryk Dąbrowski    | VI 1935 – V 1938        |
| kapitan obserwator   | Tadeusz Kern        | 1 VI 1938 – 14 VII 1939 |
| kapitan pilot        | Maciej Piotrowski   | VII – IX 1939           |
| kapitan obserwator   | Kazimierz Jaklewicz | od 3 IX 1939            |

| Stanowisko         | Stopień, imię i nazwisko            | Przydział we wrześniu 1939 |
| ------------------ | ----------------------------------- | -------------------------- |
| dowódca            | kpt. Marian Tadeusz Kern            |                            |
| oficer taktyczny   | por. Kazimierz Franciszek Werbowski |                            |
| oficer techniczny  | ppor. Adam Jan Adamczak             |                            |
| starszy obserwator | por. Wiktor Cebrzyński              |                            |
| piloci             | por. Jan Ryszard Janicki            |                            |
| piloci             | ppor. Stanisław Szablowski          |                            |
| obserwatorzy       | por. Zbigniew Marian Jaroszyński    |                            |
| obserwatorzy       | por. piech. Tadeusz Jan Biegański   |                            |
| obserwatorzy       | por. piech. Józef Machalski         |                            |
| obserwatorzy       | por. piech. Józef Pokropek          |                            |
| obserwatorzy       | ppor. Michał Nowacki                |                            |
| obserwatorzy       | ppor. Władysław Jan Popek           |                            |
| obserwatorzy       | ppor. Kazimierz Stanisław Stangret  |                            |

| Dowództwo eskadry            | Dowództwo eskadry                     | Dowództwo eskadry                     |
| Stanowisko                   | Stopień, imię i nazwisko              | Stopień, imię i nazwisko              |
| ---------------------------- | ------------------------------------- | ------------------------------------- |
| dowódca eskadry              | kpt. pil. Maciej Piotrowski           | kpt. pil. Maciej Piotrowski           |
| oficer taktyczny             | por. obs. Kazimierz Werbowski         | por. obs. Kazimierz Werbowski         |
| oficer techniczny            | ppor. techn. Adam Adamczak            | ppor. techn. Adam Adamczak            |
| lekarz                       | ppor. lek. Stanisław Skórzyński       | ppor. lek. Stanisław Skórzyński       |
| szef mechaników              | st. majster wojskowy Stefan Ostrowski | st. majster wojskowy Stefan Ostrowski |
| szef administracyjny eskadry | st. sierż. Władysław Styka            | st. sierż. Władysław Styka            |
| Załogi samolotów             |                                       |                                       |
| Obserwatorzy                 | Piloci                                | Strzelcy pokładowi                    |
| por. Tadeusz Biegański       | por. Jan Ryszard Janicki              | kpr. Wilhelm Adamik                   |
| por. Wiktor Cebrzyński       | ppor. Stanisław Szablowski            | kpr. Zenon Bąderski                   |
| por. Zbigniew Jaroszyński    | pchor. Antoni Waltoś                  | kpr. Józef Broda                      |
| por. Józef Machalski         | plut. Antoni Kulesza                  | kpr. Józef Czech                      |
| por. Radosław Modrzewski     | kpr. Zadzisław Gwóźdź                 | kpr. Stanisław Kaliszewski            |
| por. Józef Pokropek          | kpr. Stefan Junczys                   | kpr. Władysław Klekawka               |
| ppor. Michał Nowacki         | kpr. Roman Kaszuba                    | kpr. Edward Kozłowski                 |
| ppor. Kazimierz Stangret     | kpr. Adolf Leszek                     | kpr. Kazimierz Kratochwil             |
| ppor. Kazimierz Witwicki,    | kpr. Walerian Nowakowski              | kpr. Adam Niedobylski                 |
| pchor. Zdzisław Kaniewski    | kpr. Franciszek Porada                | kpr. Janusz Sawicki                   |
|                              | kpr. Paweł Przybylak                  | kpr. Aleksander Semaniuk              |
| kpr. Walenty Siciński        | kpr. rez. Edward Kruszyna             |                                       |
| kpr. Kazimierz Tomkowicz     | st. szer. Zdzisław Dzięgiel           |                                       |
| kpr. Władysław Zalejko       | st. szer. Jan Laskowski               |                                       |
| kpr. Wacław Banaszak         | st. szer. Władysław Makuch            |                                       |
| kpr. Edward Hajdukiewicz     | st. szer. Mieczysław Nowotarski       |                                       |
| kpr. Mieczysław Ligęza       |                                       |                                       |

## Wypadki lotnicze
W okresie funkcjonowania eskadry miały miejsce następujące wypadki lotnicze zakończone obrażeniami lub śmiercią pilota:
- 22 sierpnia  1926 załoga w składzie por. pil. Stanisław Godek i por. obs. Władysław Tuchółko podczas startu z lotniska polowego Sułowiec zahaczyła skrzydłem samolotu o drzewo. Pilot zginął, natomiast obserwator został ciężko kontuzjowany.
- 4 grudnia 1930 podczas lotu grupowego nastąpiło zderzenie dwóch samolotów: plut. pil. Kazimierza Borczyka i ppor. obs. Kazimierza Zdybkiewicza, którzy zginęli oraz plut. pil. Alojzego Dembińskiego i obs. Włodzimierza Wyszomirskiego, którzy uratowali się skacząc na spadochronach.
- W czerwcu 1935 oblatując wyremontowany samolot Breguet XIX wpadli w korkociąg z wysokości 600 metrów i zginęli kpr. pil. Włodzimierz Kozłowski i podmajstrzy wojsk. Marian Szostak.
- 18 kwietnia 1938 lecąc samolotem PZL-23B „Karaś” ze Lwowa do Krakowa plut. pilot. Stanisław Pietraszko, por. obs. Hilary Brzeziński oraz mjr dr Edward Przegaliński (naczelny lekarz 6 pułku lotniczego) na skutek złych warunków atmosferycznych zaczepili o drzewo i zginęli.

## Samoloty eskadry
1 września na wyposażeniu eskadry znajdowało się 10 „Karasi”, 1 Fokker VII/3 m oraz 1 RWD-8.

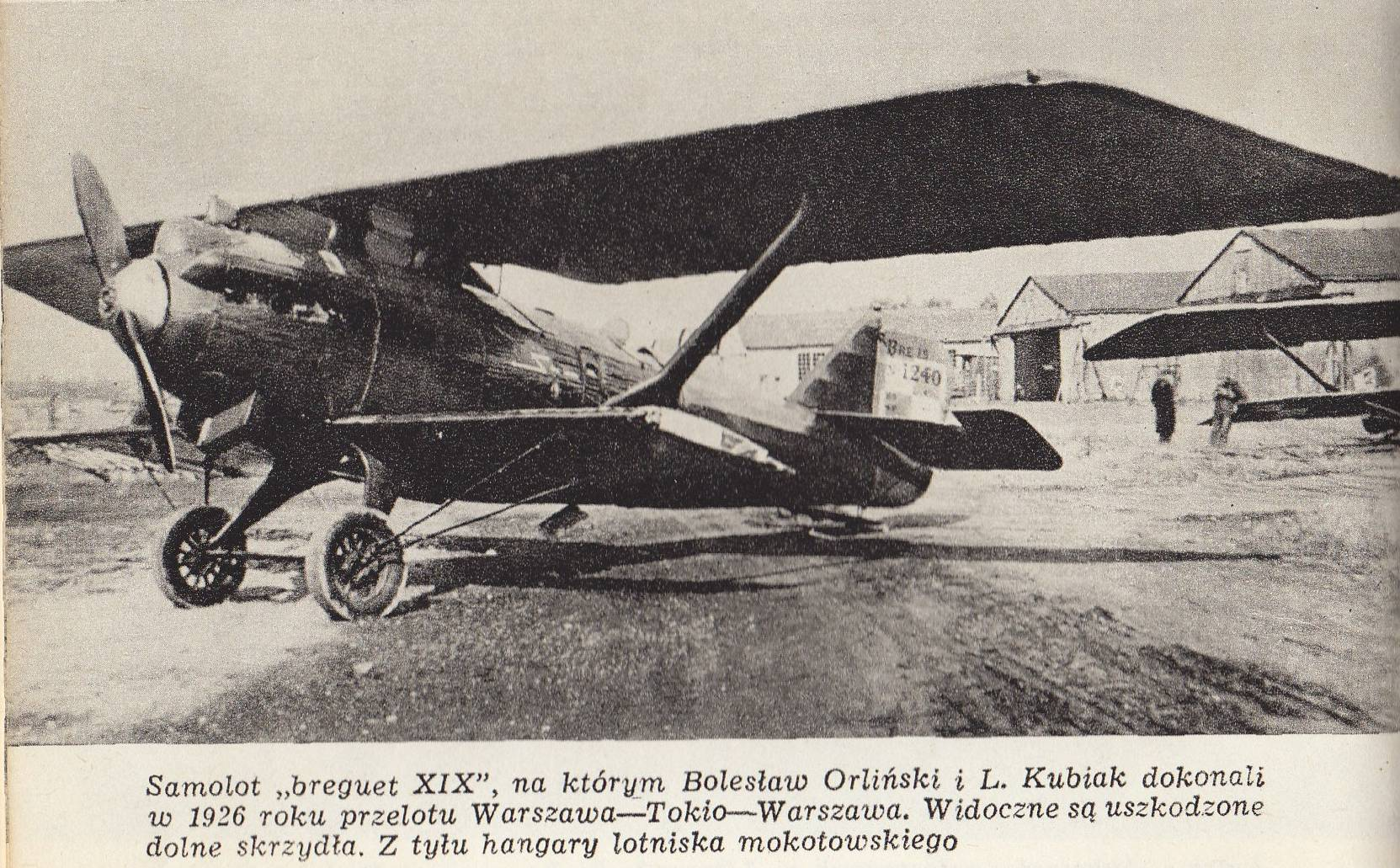
Breguet 19 (1932–1938)
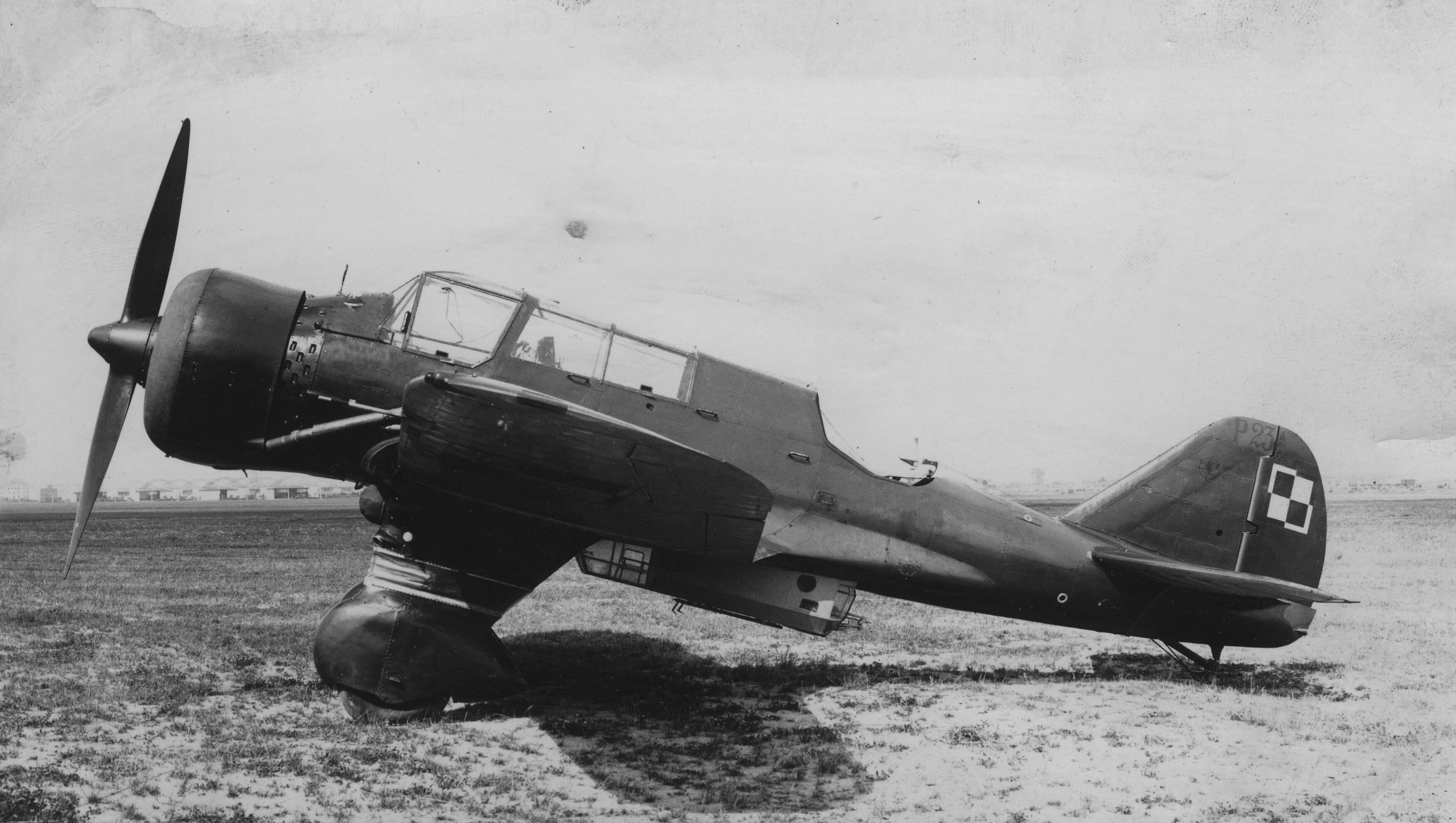
PZL.23 Karaś (1938–1939)
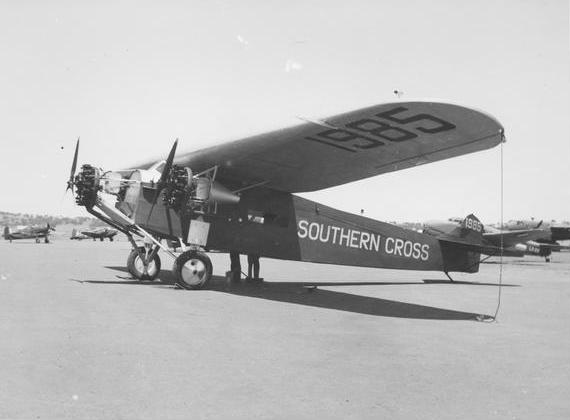
Fokker F.VII (transportowy)
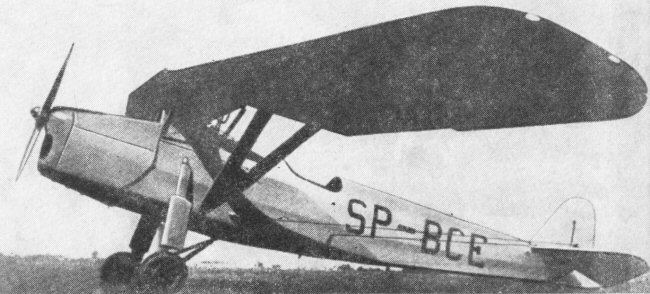
RWD-8 (łącznikowy)

| Nazwy jednostki i daty sformowania, przeformowań i rozformowania | Nazwy jednostki i daty sformowania, przeformowań i rozformowania | Nazwy jednostki i daty sformowania, przeformowań i rozformowania | Nazwy jednostki i daty sformowania, przeformowań i rozformowania | Nazwy jednostki i daty sformowania, przeformowań i rozformowania | Nazwy jednostki i daty sformowania, przeformowań i rozformowania | Nazwy jednostki i daty sformowania, przeformowań i rozformowania | Nazwy jednostki i daty sformowania, przeformowań i rozformowania | Nazwy jednostki i daty sformowania, przeformowań i rozformowania |
| ---------------------------------------------------------------- | ---------------------------------------------------------------- | ---------------------------------------------------------------- | ---------------------------------------------------------------- | ---------------------------------------------------------------- | ---------------------------------------------------------------- | ---------------------------------------------------------------- | ---------------------------------------------------------------- | ---------------------------------------------------------------- |
|                                                                  | 63 eskadra lotnicza                                              | 1929                                                             | 65 eskadra lotnicza                                              |                                                                  | 65 eskadra liniowa                                               | 1939                                                             | 65 eskadra bombowa                                               | X 1939                                                           |